# 하랄람포스 마브리아스
하랄람포스 "하리스" 마브리아스(그리스어: Χαράλαμπος "Χάρης" Μαυρίας, 1994년 2월 21일, 자킨토스 ~)는 그리스의 축구 선수로, 현재 키프로스 1부 리그의 아폴론 리마솔에서 뛰고 있다. 우측 미드필더로 활약중이다.

## 경력

### 파나티나이코스
2007년, 마브리아스는 13세의 나이에 파나티나이코스의 유소년팀에 합류하여, 2009년에 프로 계약을 체결한 후 1년 후에 1군으로 승격되었다. 2010년 10월 20일, 그는 0-0으로 비긴 루빈 카잔과의 경기에서 막판 12분을 출전해 1군 데뷔전이자 UEFA 챔피언스리그 데뷔전을 치렀고, 그에 따라 그리스 최연소 대회 출전자 기록을 갈아치웠고, 전체 최연소 출전 기록에서는 2번째 (최연소 기록은 셀레스틴 바바야로가 지녔는데, 이후 이 기록은 알렌 할릴로비치와 유리 틸레만스가 경신하였다.)를 기록했다. 나흘 후, 그는 0-1로 패한 AEK와의 리그 경기에서 교체로 데뷔전을 치렀다.
2012년 2월 18일, 마브리아스는 2-0으로 이긴 에르고텔리스전에서 추가골을 기록하며 프로 무대 첫 골을 넣었고, 2012년 7월 31일, 그는 마더웰과의 챔피언스리그 3차 예선 1차전에서는 교체로 들어가 1분만에 첫 유럽대항전 득점을 기록하였다.

### 선덜랜드
2013년 8월 22일, 마브리아스는 잉글랜드 프리미어리그 클럽 선덜랜드에 £3M 정도로 추정되는 비공개 금액에 3년 계약을 체결하면서 합류하였다. 그러나, 그는 경기 적응력 문제로, 사우샘프턴전에 참가할 명단에 제외되었다.
닷새 후, 마브리아스는 4-2로 이긴 밀턴케인스 던스와의 2013-14 시즌 풋볼 리그 컵 경기에서 데뷔하였다. 이듬해 1월 25일, 그는 키더민스터 해리어스와의 FA컵 4라운드 경기에서 결승골이자 첫 골을 득점했다.

## 경력 통계
2016년 5월 15일 기준
| 클럽                | 시즌      | 리그 | 리그 | 컵   | 컵 | 리그컵 | 리그컵 | 대륙A | 대륙A | 기타B | 기타B | 합계 | 합계 |
| 클럽                | 시즌      | 출장 | 골   | 출장 | 골 | 출장   | 골     | 출장  | 골    | 출장  | 골    | 출장 | 골   |
| ------------------- | --------- | ---- | ---- | ---- | -- | ------ | ------ | ----- | ----- | ----- | ----- | ---- | ---- |
| 파나티나이코스      | 2010–11   | 5    | 0    | 1    | 0  | –      | –      | 1     | 0     | 0     | 0     | 7    | 0    |
| 파나티나이코스      | 2011-12   | 23   | 1    | 1    | 0  | –      | –      | 0     | 0     | 0     | 0     | 24   | 1    |
| 파나티나이코스      | 2012–13   | 26   | 2    | 3    | 1  | –      | –      | 10    | 2     | 0     | 0     | 39   | 5    |
| 파나티나이코스      | 합계      | 54   | 3    | 5    | 1  | –      | –      | 11    | 2     | 0     | 0     | 70   | 6    |
| 선덜랜드            | 2013–14   | 4    | 0    | 1    | 1  | 1      | 0      | 0     | 0     | 0     | 0     | 6    | 1    |
| 선덜랜드            | 2014-15   | 0    | 0    | 0    | 0  | –      | –      | –     | –     | –     | –     | 0    | 0    |
| 선덜랜드            | 2015-16   | 0    | 0    | 1    | 0  | –      | –      | –     | –     | –     | –     | 1    | 0    |
| 선덜랜드            | 합계      | 4    | 0    | 2    | 1  | 1      | 0      | –     | –     | –     | –     | 7    | 1    |
| 파나티나이코스      | 2014–15   | 9    | 1    | 0    | 0  | –      | –      | 0     | 0     | 0     | 0     | 9    | 1    |
| 파나티나이코스      | 합계      | 9    | 1    | 0    | 0  | –      | –      | 0     | 0     | 0     | 0     | 9    | 1    |
| 포르투나 뒤셀도르프 | 2015-16   | 15   | 1    | 0    | 0  | –      | –      | 0     | 0     | 0     | 0     | 15   | 1    |
| 카를스루에 SC       | 2016-17   | 22   | 0    | 0    | 0  | –      | –      | 0     | 0     | 0     | 0     | 22   | 0    |
| 리예카              | 2017-18   | 0    | 0    | 0    | 0  | –      | –      | 0     | 0     | 0     | 0     | 0    | 0    |
| 경력 합계           | 경력 합계 | 104  | 5    | 6    | 2  | 1      | 0      | 11    | 2     | 0     | 0     | 123  | 9    |

### 참고
A UEFA 챔피언스리그, UEFA 유로파리그 경기 포함 

B 수페르리가 엘라다 플레이오프전 포함